# Jhonatan Narváez
	Jhonatan Manuel Narváez Prado (født 4. marts 1997 i Cantón Sucumbíos) er en professionel cykelrytter fra Ecuador, der er på kontrakt hos UAE Team Emirates XRG.